# Jim Broadbent
James Broadbent  (Lincoln, 1949. május 24. –) Oscar-, kétszeres Golden Globe- és kétszeres BAFTA-díjas angol színész.

## Fiatalkora és családja
Egy mélyen vallásos bútorasztalos apa és egy szobrásznő anya fiaként látta meg a napvilágot. Tanulmányait egy kvéker internátusban kezdte el Readingben. A fiatal fiú érdeklődését a művészetek kötötték le leginkább, azon belül is színjátszás állt a legközelebb a szívéhez. Később ezért a beiratkozott a London Academy of Music and Dramatic Art színművészeti főiskolára, amit 1972-ben fejezett be. Az 1970-es években főként színpadon lépett fel, leginkább a Royal Shakespeare Company tagjaként. 

## Pályafutása
1978-ban szerepet kapott az Alan Bates és  John Hurt főszereplésével készült, A kiáltás című szürreális horrorfilmben. 1981-ben egy kisebb szerep erejéig látható volt Terry Gilliam Időbanditák című filmjében. Négy évvel később ismét Gilliammel dolgozott együtt az orwelli ihletésű  Brazilban, de ugyanebben az évben játszott  Anthony Hopkins mellett is A jó apa című drámában. 1987-ben feltűnt a csúfosan megbukott Superman IV. – A sötétség hatalmában. 1989-ben a Terry Jones rendezésében készült Erik, a viking szereplője volt.
1990-ben Mike Leigh bízott rá főszerepet Az élet oly édes című vígjátékban, egy önálló üzletről álmodozó konyhafőnököt alakított. Két évre rá Mike Newell Elvarázsolt április című drámája következett, de mellékszerepben feltűnt Neil Jordan Síró játékcímű filmjében is. 1994-ben Woody Allennel dolgozott együtt a Lövések a Broadwayn  című komédiában. Egy évvel később Buckingham herceget keltette életre az Ian McKellen által főszereplőként jegyzett III. Richárdban.  1996-ban szintén egy adaptációban volt látható, ezúttal A titkosügynök című thrillerben, amely Joseph Conrad regényéből készült. Egy évre rá a dán Bille August Grönlandon játszódó, A hó hatalma című krimijében játszott Julia Ormond és  Gabriel Byrne partnereként. 1998-ban jött a  Ralph Fiennes és Uma Thurman főszereplésével készült, hatalmas bukásként elkönyvelt  Bosszúállók. Egy évvel később a Tingli-tangli című zenés filmben W. S. Gilbertet formálta meg, pozitív kritikákat szerezve - a Velencei Nemzetközi Filmfesztiválon alakítását a legjobb férfi főszereplő díjával honorálták.

### 2000 után
Broadbent életében a 2001-es esztendő volt a legsikeresebb. Elsőként a Renée Zellweger címszereplésével készült Bridget Jones naplójában formálta meg a főhősnő édesapját. A Nicole Kidman és  Ewan McGregor főszereplésével készült Moulin Rouge! című Bazz Luhrmann-filmmel elnyerte a BAFTA-díjat legjobb férfi mellékszereplő kategóriában. Az Iris – Egy csodálatos női elme című életrajzi drámában Judi Dench partnere volt, Iris Murdoch filozófusnő férjét alakította. Broadbent Oscar- és Golden Globe-jelöléseket kapott. 
Következő filmje, a New York bandái (2002) Martin Scorsese alkotása volt, filmbéli partnerei Leonardo DiCaprio,  Daniel Day-Lewis,  Cameron Diaz és Liam Neeson voltak. Ezután két klasszikus viktoriánus adaptációban is látható volt: a Charles Dickens azonos című művéből készült Nicholas Nickleby (2002) című filmben, továbbá a Hiúság vására című alkotásban, mely William Makepeace Thackeray művének feldolgozása. 2004-ben Renée Zellweger, Colin Firth és  Hugh Grant társaságában a Bridget Jones: Mindjárt megőrülök! szereplője volt. Vállalt egy apróbb szerepet a  Narnia Krónikái című fantasyfilmben is, majd 2007-ben Edgar Wright Vaskabátok című fekete komédiájában vállalt szereplést. 2008-ban Steven Spielberg beválogatta az Indiana Jones és a kristálykoponya királysága szereplői közé, valamint A kisfiú és a pingvin című animációs rövidfilm narrátoraként is hallható volt. A 2009-es Harry Potter és a Félvér Herceg című filmben a bájitaltanárt, Horatius Lumpsluck professzort játszotta. A 2009-es Tintaszív című fantasyfilmben Fenoglio szerepét alakította.

## Magánélete
1987 óta Anastasia Lewis festőnő férje, közös gyermekeik nem születtek.

## Filmográfia

### Film
| Év   | Magyar cím                                                    | Eredeti cím                                                    | Szerep                                          | Magyar hang       |
| ---- | ------------------------------------------------------------- | -------------------------------------------------------------- | ----------------------------------------------- | ----------------- |
| 1971 | A közvetítő                                                   | The Go-Between                                                 | néző a krikettmeccsen (stáblistán nem szerepel) |                   |
| 1978 |                                                               | The Life Story of Baal                                         | favágó                                          |                   |
| 1978 | Gyilkos kiáltás                                               | The Shout                                                      | Asylum Fielder                                  |                   |
| 1979 |                                                               | Long Distance Information                                      | Mackaness                                       |                   |
| 1979 | Átjáró                                                        | The Passage                                                    | német katona (stáblistán nem szerepel)          |                   |
| 1980 | Üvegtörők                                                     | Breaking Glass                                                 | portás                                          |                   |
| 1981 | A háború kutyái                                               | The Dogs of War                                                | filmes stábtag                                  |                   |
| 1981 | Időbanditák                                                   | Time Bandits                                                   | tévés műsorvezető                               | Orosz István      |
| 1982 |                                                               | Dead on Time (rövidfilm)                                       | pap                                             |                   |
| 1984 | Az áruló                                                      | The Hit                                                        | Barrister                                       |                   |
| 1985 | Brazil                                                        | Brazil                                                         | Dr. Jaffe                                       | Cs. Németh Lajos  |
| 1985 | Brazil                                                        | Brazil                                                         | Dr. Jaffe                                       | Balikó Tamás      |
| 1985 |                                                               | Running Out of Luck                                            | riporter                                        |                   |
| 1985 | A jó apa                                                      | The Good Father                                                | Roger Miles                                     |                   |
| 1987 | Superman IV. – A sötétség hatalma                             | Superman IV: The Quest for Peace                               | Jean Pierre Dubois                              |                   |
| 1988 |                                                               | Vroom                                                          | Donald                                          |                   |
| 1989 | Erik, a viking                                                | Erik the Viking                                                | Ernest, viking                                  | Beregi Péter      |
| 1990 | Az élet oly édes                                              | Life Is Sweet                                                  | Andy                                            | Gáspár Sándor     |
| 1991 | Elvarázsolt április                                           | Enchanted April                                                | Frederick Arbuthnot                             | Koroknay Géza     |
| 1992 | Síró játék                                                    | The Crying Game                                                | Col                                             | Kristóf Tibor     |
| 1993 |                                                               | Prince Cinders (rövidfilm)                                     | csúnya testvér (hangja)                         |                   |
| 1994 | Lövések a Broadwayn                                           | Bullets Over Broadway                                          | Warner Purcell                                  | Láng József       |
| 1994 | Az elveszett hercegnő                                         | Princess Caraboo                                               | Mr. Worrall                                     | Balázs Péter      |
| 1994 | Vígözvegyek                                                   | Widows’ Peak                                                   | Con Clancy                                      |                   |
| 1995 | III. Richárd                                                  | Richard III                                                    | Buckingham hercege                              | Papp János        |
| 1995 | III. Richárd                                                  | Richard III                                                    | Buckingham hercege                              | Csuja Imre        |
| 1995 |                                                               | The Last Englishman                                            | Alfred D. Wintle                                |                   |
| 1995 | Különös varázslat                                             | Rough Magic                                                    | Doc Ansell                                      | Koroknay Géza     |
| 1996 | A titkosügynök                                                | The Secret Agent                                               | Heat főfelügyelő                                | Szersén Gyula     |
| 1997 | Csenő manók                                                   | The Borrowers                                                  | Mr. Ketyegő                                     | Harsányi Gábor    |
| 1997 | Csenő manók                                                   | The Borrowers                                                  | Mr. Ketyegő                                     | Kerekes József    |
| 1997 | A hó hatalma                                                  | Smilla's Sense of Snow                                         | Dr. Lagermann                                   | Versényi László   |
| 1998 | Bosszúállók                                                   | The Avengers                                                   | Anya                                            | Rajhona Ádám      |
| 1998 | Little Voice                                                  | Little Voice                                                   | Mr. Boo                                         | Szombathy Gyula   |
| 1999 | Tingli-tangli                                                 | Topsy-Turvy                                                    | W. S. Gilbert                                   | Balázs Péter      |
| 2001 | Bridget Jones naplója                                         | Bridget Jones's Diary                                          | Colin Jones                                     | Dobránszky Zoltán |
| 2001 | Moulin Rouge!                                                 | Moulin Rouge!                                                  | Harold Zidler                                   | Szombathy Gyula   |
| 2001 | Iris – Egy csodálatos női elme                                | Iris                                                           | John Bayley                                     | Makay Sándor      |
| 2002 | New York bandái                                               | Gangs of New York                                              | Boss Tweed                                      | Bács Ferenc       |
| 2002 | Nicholas Nickleby                                             | Nicholas Nickleby                                              | Mr. Wackford Squeers                            | Csurka László     |
| 2003 | Fiatalság, bolondság                                          | Bright Young Things                                            | részeg őrnagy                                   |                   |
| 2003 |                                                               | Anna Spud (rövidfilm)                                          | apa                                             |                   |
| 2004 | 80 nap alatt a Föld körül                                     | Around the World in 80 Days                                    | Lord Kelvin                                     | Makay Sándor      |
| 2004 | Hiúság vására                                                 | Vanity Fair                                                    | Mr. Osborne                                     | Bácskai János     |
| 2004 |                                                               | Tooth                                                          | Nyúl (hangja)                                   |                   |
| 2004 | Vera Drake                                                    | Vera Drake                                                     | bíró                                            | Végh Ferenc       |
| 2004 | Bridget Jones: Mindjárt megőrülök!                            | Bridget Jones: The Edge of Reason                              | Colin Jones                                     | Dobránszky Zoltán |
| 2005 | Robotok                                                       | Robots                                                         | Madame Szimering (hangja)                       | Dengyel Iván      |
| 2005 | Vad galamb                                                    | Valiant                                                        | Hadnagy (hangja)                                | Kristóf Tibor     |
| 2005 | Narnia Krónikái: Az oroszlán, a boszorkány és a ruhásszekrény | The Chronicles of Narnia: The Lion, the Witch and the Wardrobe | Kirke professzor                                | Szokolay Ottó     |
| 2005 | A bűvös körhinta                                              | The Magic Roundabout                                           | Brian (angol hangja)                            |                   |
| 2006 | Ízlésficam                                                    | Art School Confidential                                        | Jimmy                                           | Fülöp Zsigmond    |
| 2007 | Vaskabátok                                                    | Hot Fuzz                                                       | Frank Butterman felügyelő                       | Berzsenyi Zoltán  |
| 2007 |                                                               | And When Did You Last See Your Father?                         | Arthur Morrison                                 |                   |
| 2008 | Szabadítsátok ki Jimmyt!                                      | Free Jimmy                                                     | Igor Sztromovszkij (angol hangja)               | Konrád Antal      |
| 2008 | Indiana Jones és a kristálykoponya királysága                 | Indiana Jones and the Kingdom of the Crystal Skull             | Dean Charles Stanforth                          | Szokolay Ottó     |
| 2008 | Tintaszív                                                     | Inkheart                                                       | Fenoglio                                        | Fülöp Zsigmond    |
| 2008 | Mesék a folyópartról                                          | Tales of the Riverbank                                         | G.P. (hangja)                                   | Bolla Róbert      |
| 2009 | Az ifjú Viktória királynő                                     | The Young Victoria                                             | IV. Vilmos király                               | Szokolay Ottó     |
| 2009 | Az elátkozott Leeds United                                    | The Damned United                                              | Sam Longson                                     | Balázs Péter      |
| 2009 | Harry Potter és a Félvér Herceg                               | Harry Potter and the Half-Blood Prince                         | Horatius Lumpsluck                              | Szokolay Ottó     |
| 2009 | A vérdíj                                                      | Perrier's Bounty                                               | Jim McCrea                                      | Szokolay Ottó     |
| 2010 | Még egy év                                                    | Another Year                                                   | Tom                                             | Szombathy Gyula   |
| 2010 | Egyesült állatok                                              | Animals United                                                 | Winston (angol hangja)                          |                   |
| 2011 | Harry Potter és a Halál ereklyéi 2.                           | Harry Potter and the Deathly Hallows – Part 2                  | Horatius Lumpsluck                              | Szokolay Ottó     |
| 2011 | Karácsony Artúr                                               | Arthur Christmas                                               | Karácsony Malcolm / XX. Télapó (hangja)         | Törköly Levente   |
| 2011 | A Vaslady                                                     | The Iron Lady                                                  | Denis Thatcher                                  | Szokolay Ottó     |
| 2012 | Felhőatlasz                                                   | Cloud Atlas                                                    | Molyneux kapitány                               | Harsányi Gábor    |
| 2012 | Felhőatlasz                                                   | Cloud Atlas                                                    | Vyvyan Ayrs                                     | Harsányi Gábor    |
| 2012 | Felhőatlasz                                                   | Cloud Atlas                                                    | Timothy Cavendish                               | Harsányi Gábor    |
| 2012 | Felhőatlasz                                                   | Cloud Atlas                                                    | utcazenész                                      | nem szólal meg    |
| 2012 | Felhőatlasz                                                   | Cloud Atlas                                                    | jövőlátó                                        | nem szólal meg    |
| 2013 | Behálózva                                                     | Closed Circuit                                                 | főállamügyész                                   | Fazekas István    |
| 2013 | Mocsok                                                        | Filth                                                          | Dr. Rossi                                       | Szokolay Ottó     |
| 2013 |                                                               | Le Week-End                                                    | Nick Burrows                                    |                   |
| 2013 |                                                               | The Harry Hill Movie                                           | Bill a takarító                                 |                   |
| 2013 |                                                               | The Phone Call (rövidfilm)                                     | Stanley (hangja)                                |                   |
| 2014 | Postás Pat – A mozifilm                                       | Postman Pat: The Movie                                         | Mr. Brown (hangja)                              | Forgács Gábor     |
| 2014 | Paddington                                                    | Paddington                                                     | Samuel Gruber                                   | Fodor Tamás       |
| 2014 | Get Santa                                                     | Get Santa                                                      | Harry Mitchell / Santa Claus                    | Harsányi Gábor    |
| 2014 | Big Game – A nagyvad                                          | Big Game                                                       | Herbert                                         | Harsányi Gábor    |
| 2015 | Brooklyn                                                      | Brooklyn                                                       | Flood atya                                      | Fodor Tamás       |
| 2015 | A kertbérlő                                                   | The Lady in the Van                                            | Underwood                                       | Harsányi Gábor    |
| 2015 |                                                               | Das Wetter in geschlossenen Räumen                             | brit nagykövet                                  |                   |
| 2016 | Eddie, a sas                                                  | Eddie the Eagle                                                | BBC tudósítója                                  | Harsányi Gábor    |
| 2016 | Tarzan legendája                                              | The Legend of Tarzan                                           | brit miniszterelnök                             | Harsányi Gábor    |
| 2016 | Asterix – Az istenek otthona                                  | Asterix: The Land of the Gods                                  | Julius Caesar (angol hangja)                    |                   |
| 2016 | Bridget Jones babát vár                                       | Bridget Jones's Baby                                           | Colin Jones                                     | Harsányi Gábor    |
| 2016 |                                                               | Ethel & Ernest                                                 | Ernest Briggs (hangja)                          |                   |
| 2017 | Levél a múltból                                               | The Sense of an Ending                                         | Tony Webster                                    | Harsányi Gábor    |
| 2017 | Paddington 2.                                                 | Paddington 2                                                   | Samuel Gruber                                   | Fodor Tamás       |
| 2017 | Mary és a varázsvirág                                         | Mary and the Witch's Flower                                    | Doctor Dee (angol hangja)                       |                   |
| 2018 | Fekete 47                                                     | Black ’47                                                      | Lord Kilmichael                                 | Szersén Gyula     |
| 2018 | A tolvajok királya                                            | King of Thieves                                                | Terry Perkins                                   | Harsányi Gábor    |
| 2020 | Dolittle                                                      | Dolittle                                                       | Lord Thomas Badgley                             | Németh Gábor      |
| 2020 |                                                               | The Duke                                                       | Kempton Bunton                                  |                   |
| 2020 | Hat perc éjfélig                                              | Six Minutes to Midnight                                        | Charlie                                         |                   |
| 2021 |                                                               | Charlotte                                                      | nagypapa (hangja)                               |                   |
| 2021 | A fiú, akit Karácsonynak hívnak                               | A Boy Called Christmas                                         | Király                                          | Ujréti László     |
| 2023 | Harold Fry valószínűtlen utazása                              | The Unlikely Pilgrimage of Harold Fry                          | Harold Fry                                      |                   |
| 2024 |                                                               | An A to Z of Paddington                                        | narrátor (hangja)                               |                   |
| 2024 | Paddington Peruban                                            | Paddington in Peru                                             | Samuel Gruber                                   | Fodor Tamás       |
| 2025 | Bridget Jones: Bolondulásig                                   | Bridget Jones: Mad About the Boy                               | Colin Jones                                     | Harsányi Gábor    |

### Televízió
- 2011 - Száműzetés sorozat (Exile)
- 2010 - Any Human Heart sorozat
- 2008 - Einstein és Eddington (Einstein and Eddington)
- 2006 - Longford ... Lord Longford
- 2005 - Spider-Plant Man
- 2004 - Az oroszlánbecsület (Pride) ... Eddie (szinkronhang)
- 2003 - És a főszerepben Pancho Villa, mint maga (And Starring Pancho Villa as Himself) ... Harry Aitken
- 2002 - A király szakálla (The King's Beard) ... a varázsló (szinkronhang)
- 2002 - Gomolygó viharfelhők (The Gathering Storm) ... Desmond Morton
- 1988 - A Fekete Vipera karácsonyi éneke (Blackadder's Christmas Carol) ... Albert herceg

## Fordítás
Ez a szócikk részben vagy egészben  a   Jim Broadbent című angol Wikipédia-szócikk fordításán alapul.  Az eredeti cikk szerkesztőit annak laptörténete sorolja fel. Ez a jelzés csupán a megfogalmazás eredetét és a szerzői jogokat jelzi, nem szolgál a cikkben szereplő információk forrásmegjelöléseként.